# Wojciech Bałus
Wojciech Bałus (ur. 19 czerwca 1961 w Krakowie) – polski historyk sztuki.

## Życiorys
Absolwent historii sztuki Uniwersytetu Jagiellońskiego (1985). W 1990 uzyskał stopień doktora na podstawie pracy Teoria sztuki Jana Sas Zubrzyckiego, a w 1997 habilitował się na podstawie dysertacji Mundus melancholicus. Melancholiczny świat w zwierciadle sztuki. W 2005 otrzymał tytuł profesora. Zajmuje się teorią i historią sztuki XIX–XX wieku.  
W latach 2002-2008 dyrektor Instytutu Historii Sztuki Uniwersytetu Jagiellońskiego. Założyciel i pierwszy redaktor naczelny czasopisma „Modus. Prace z historii sztuki” (w latach 1999-2012) oraz serii wydawniczej Ars Vetus et Nova. Przewodniczący Polskiego Komitetu Narodowego Corpus Vitrearum, członek zwyczajny Hessische Akademie der Forschung und Plannung im Landlichen Raum, członek AICA i Komisji Historii Sztuki Polskiej Akademii Umiejętności. Przewodniczący Zespołu Nauk Humanistycznych i Teologicznych Polskiej Komisji Akredytacyjnej. W 2017 został odznaczony Złotą Odznaką Honorowa Województwa Małopolskiego – Krzyż Małopolski.
W 2015 został członkiem korespondentem, w 2022 członkiem czynnym Polskiej Akademii Umiejętności. Od 2024 członek Academia Europaea.

## Wybrane publikacje
- Mundus melancholicus. Melancholiczny świat w zwierciadle sztuki, 1996[7]
- Krakau zwischen Traditionen und Wegen in die Moderne: Zur Geschichte der Architektur und der öffentlichen Grünanlagen im 19. Jahrhundert, 2002
- Figury losu, 2002[8]
- Sztuka sakralna Krakowa w wieku XIX. Cz. 1, 2004 (współautorzy: Ewa Mikołajska, ks. Jacek Urban, Joanna Wolańska)[9]
- Sztuka sakralna Krakowa w wieku XIX. Cz. 2: Matejko i Wyspiański, 2007
- Gotyk bez Boga? W kręgu znaczeń symbolicznych architektury sakralnej XIX wieku, 2011